# 東京灣岸警察署
東京灣岸警察署（日語：東京湾岸警察署、とうきょうわんがんけいさつしょ）是日本東京都江東區青海（臨海副都心）的警察局，屬警視廳第一方面本部。前身為東京水上警察署。識別章為MQ。

## 概要
東京23區內轄區最大、編制370人的中規模警察局。署長為警視。轄區內還有第七方面交通機動隊（七交機）本部與警視廳航空隊。
灣岸警察署是警視廳唯一擁有「水上安全課」編制的警察局。灣岸地區因超高層公寓大廈的建設浪潮，居民增加快速。廳舍是地上9層，地下1層，總建築面積約1萬7,000平方公尺的鋼骨鋼筋混凝土構造建築。2008年（平成20年）2月完工。總工費約60億圓。
拘留所可容納192人，是警視廳管轄之警察署中最大型的拘留所，並設有六間隔離拘留人的「拘留保護室」。灣岸署設有少見的女子專用拘留所，2009年（平成21年）酒井法子在此拘留期間，媒體曾多次報導。
灣岸警察署是獨棟建築，屋頂上設有監看船舶航行、可眺望東京港全體的玻璃帷幕監視台。廳舍正面外牆有顯示警視廳吉祥物「ピーポくん」與藍色文字「Tokyo Wangan」的LED燈。是第一座外牆有吉祥物裝飾的警視廳警察局。舊東京水上署廳舍在東京灣岸署開署後改為「東京灣岸警察署別館」，繼續由水上安全課使用。

### 名稱
因附近有首都高速灣岸線通過而有高認知度，根據警視廳調查結果，「東京灣岸警察署」獲得地方居民壓倒性支持（地方居民屬意為灣岸署）。警視廳雖表示與電視劇「大搜查線」無關，但此地已成為觀光客的新景點。不過警署大樓從未提供給電視劇拍攝。（「大搜查線」的警署是借用區內辦公大樓拍攝。）

## 交通
- 百合鷗號 東京國際郵輪碼頭站步行5分。
- 臨海線 東京電訊港站步行12分。

## 設施
- 代用監獄（男女。同一建物內設有警視廳本部留置施設東京灣岸分室。）

## 管轄區域

### 陸上面
- 港區
  - 台場一、二丁目（全域）
  - 港南五丁目（一、二、三、四丁目由高輪警察署管轄）
- 品川區
  - 東品川五丁目（一、二、三、四丁目由品川警察署管轄）
  - 東八潮（全域）
  - 八潮一、二、三丁目（四、五丁目由大井警察署管轄）
- 大田區
  - 城南島一，二，三，四，五，六，七丁目（全域）
  - 東海三，四，五，六丁目（一，二丁目由大森警察署管轄）
- 江東區（有明、東雲、辰巳是接管自深川警察署，新木場、若洲、夢之島是接管自城東警察署）
  - 青海一、二、三，四丁目（全域）
  - 有明一、二、三，四丁目（全域）
  - 東雲一、二丁目（全域）
  - 辰巳一、二，三丁目（全域）
  - 新木場一、二、三，四丁目（全域）
  - 若洲一、二、三丁目（全域）
  - 夢之島一、二、三丁目（全域）
- 中央防波堤周邊埋立地（歸屬未定）
  - 内側埋立地
  - 外側埋立地

### 水上面
- 京濱港東京區
- 東京都內各河川部分地區
  - 隅田川（白髭橋以南）
  - 荒川（船堀橋以南）
  - 多摩川（大師橋以東）

## 歷史
隨著「御台場」為首的東京灣岸地區急速發展，2004年（平成16年）2月25日東京都知事施政方針中提出構想，2005年度東京都預算案加入「臨港警察署」（暫名）設置經費。當時因暱稱「灣岸署」而成為話題。
2005年（平成17年）6月東京都議會通過廳舍建設契約，廢除東京水上警察署並調整周邊深川警察署、城東警察署、三田警察署、愛宕警察署、大井警察署、大森警察署、高輪警察署等轄區，是警視廳自1998年（平成10年）的竹之塚警察署以來，睽違10年的新設警署。

### 沿革
- 2004年（平成16年）2月25日 - 東京都知事石原慎太郎在施政方針演說中，表示2005年度預算將包括臨海副都心的警察署新設經費。
- 2007年（平成19年）
  - 6月27日 - 決定署名「東京灣岸警察署」。
  - 10月5日 - 東京都議會通過廳舍建設契約。
- 2008年（平成20年）
  - 3月18日 - 廳舍内部向媒體公開。
  - 3月31日 - 開署，警視總監矢代隆義與東京都知事石原慎太郎等人參與開署式。

## 組織
- 警務課
- 交通課
- 警備課
- 地域課
- 刑事組織犯罪對策課
- 生活安全課
- 水上安全課

## 交番
- 第五台場交番（品川區東品川五丁目8番4號）
  - 自水上署接管
- 大田市場前交番（大田區東海三丁目2番1號）
  - 自水上署接管
- 御台場海濱公園站前交番（港區台場一丁目5番2號）
  - 自水上署接管
- 都橋交番（江東區東雲一丁目7番45號）
  - 自深川署接管
- 辰巳交番（江東區辰巳一丁目9番25號）
  - 自深川署接管
- 新木場站前交番（江東區新木場一丁目5番11號）
  - 自城東署接管

### 地域安全中心
- 大井埠頭地域安全中心（品川區八潮三丁目3番9號）
  - 自水上署接管
- 新木場地域安全中心（江東區新木場一丁目12番1號）
  - 自水上署接管

## 水上派出所
- 日之出埠頭水上派出所（港區海岸二丁目）
- 隅田川水上派出所（中央區東日本橋二丁目）
- 羽田水上派出所（大田區羽田空港一丁目）
- 中川水上派出所（江戸川區船堀二丁目）
- 豐洲運河水上派出所（江東區豐洲四丁目）

## 警備艇
- 8公尺型警備艇 - 水仙、姫百合、若千鳥等15艘
- 12公尺型警備艇 - 朝潮、潮風等9艘
- 20公尺型警備艇 - ふじ

## 一日署長
在春祭的交通安全週間，會請名人擔任一日署長，進行宣傳活動。
- 2008年（平成20年）4月6日 - 任命演出電視劇『大搜查線』神田署長的北村總一朗擔任一日署長。
- 2009年（平成21年）4月4日 - 舘廣擔任一日署長。
- 2010年（平成22年）4月3日 - 電視劇『大搜查線』演員北村總一朗擔任一日署長，齊藤曉擔任一日副署長，小野武彦擔任一日刑事課長。
- 2013年（平成25年）3月31日 - 演出電視劇『大搜查線』警察廳長官官房審議官室井慎次的柳葉敏郎擔任一日署長。

## 備註
1. ↑  東京都公報[永久]（2008年3月6日付）
2. ↑  所在する江東區は本来第7方面地域であるが，東京水上署を引き継いで設置されたため第1方面所属となっている
3. ↑  平成19年東京都議会警察，消防委員会速記録第六號 的存檔，存档日期2009-05-09. - 東京都
4. ↑  織田裕二さんが祝電! 灣岸署が業務スタート 的存檔，存档日期2008-04-02. - MSN産經ニュース（2008年3月31日付）
5. ↑  平成16年第一回都議会定例会知事施政方針表明 的存檔，存档日期2012-06-14. - 東京都
6. ↑  平成16年度東京都予算案の概要について 的存檔，存档日期2009-08-13. - 東京都
7. ↑  慎太郎が『灣岸署』の設置をマジメに検討中 （页面存档备份，存于） -  ZAKZAK（2004年2月26日付）
8. ↑  平成17年東京都議会警察，消防委員会速記録第六號 的存檔，存档日期2007-08-22. - 東京都

## 外部連結
- 東京灣岸警察署 - 警視廳

Template:東京臨海副都心景點